# Col de Paloumère
Le col de Paloumère est un col de montagne pédestre des Pyrénées à 2 187 mètres d'altitude, dans le Lavedan, dans le département français des Hautes-Pyrénées en Occitanie.
Il relie les vallées d'Arrens à l'ouest et d’Estaing à l'est incorporées dans le val d'Azun.

## Toponymie
En occitan, paloumère ou paloumèra signifie « palombe, lieu de passage de palombes ».

## Géographie
Le col de Paloumère est situé entre le Monesté (2 197 m) au nord, et le pic de l'Arcoèche (2 465 m) au sud.
Il surplombe le lac du Tech (1 207 m) à l'ouest et le lac d'Estaing (1 163 m) à l'est.

## Protection environnementale
Le col fait partie d'une zone naturelle protégée, classée ZNIEFF de type 1.

## Voies d'accès
Le versant ouest est accessible par le sentier au départ de la digue du barrage du Tech en partie est en direction du Monesté.
Sur le versant est, après le lac d’Estaing le long du gave d'Arrens en direction du lac de Liantran, à la cabane de l’Œlhestre prendre vers la cabane de l'Arriou au pied du col.